# Староселье (Быховский район)
Старосе́лье (бел. Стараселле) — упразднённый населённый пункт, бывший посёлок в составе Лудчицкого сельсовета Быховского района Могилёвской области Республики Беларусь.

## Население
- 2010 год — 0 человек